# 安道爾首相
安道爾首相，又譯為安道爾總理，正式名稱為安道爾大公国政府首腦，是安道爾的首席部長，被安道尔总委员会选举产生。1982年1月4日实行体制改革，行政权从议会改由政府行使。

## 列表
| №    | 姓名 （生卒）                                               | 肖像 | 任期                          | 政党               |
| ---- | ----------------------------------------------------------- | ---- | ----------------------------- | ------------------ |
| 1    | 奧斯卡·黎巴斯·雷格 （Òscar Ribas Reig）（1936－2020）       |      | 1982年1月8日 - 1984年5月21日  | 無黨籍             |
| 2    | 何塞普·平塔特·索兰斯 （Josep Pintat-Solans） （1925－2007） |      | 1984年5月21日 - 1990年1月12日 | 無黨籍             |
| (1)  | 奧斯卡·黎巴斯·雷格 （Òscar Ribas Reig）（1936－2020）       |      | 1990年1月12日 - 1994年12月7日 | 全國民主集團       |
| 3    | 马克·福尔内·莫尔内 （Marc Forné Molné） （1946－）          |      | 1994年12月7日 - 2005年5月27日 | 自由党             |
| 4    | 阿尔韦特·平塔特 （Albert Pintat） (1943－）                 |      | 2005年5月27日 - 2009年6月5日  | 自由党             |
| 5    | 豪梅·巴尔图梅乌 （Jaume Bartumeu） （1954－）               |      | 2009年6月5日 - 2011年4月28日  | 社會民主黨         |
| 署理 | 佩爾·洛佩茲·阿格拉斯 （Pere López Agràs） （1971－）        |      | 2011年4月28日 - 2011年5月12日 | 社會民主黨         |
| 6    | 安東尼·馬蒂 （Antoni Martí） （1963－2023）                 |      | 2011年5月12日 - 2015年3月23日 | 安道尔民主主义者党 |
| 署理 | 希爾維特·薩沃亞·蘇涅 （Gilbert Saboya Sunyé） （1966－）    |      | 2015年3月23日 - 2015年4月1日  | 安道尔民主主义者党 |
| (6)  | 安東尼·馬蒂 （Antoni Martí） （1963－2023）                 |      | 2015年4月1日 - 2019年5月16日  | 安道尔民主主义者党 |
| 7    | 哈維爾·埃斯波特·薩莫拉 （1979－）                           |      | 2019年5月16日-                | 安道尔民主主义者党 |